# Berve fra le berve
Berve fra le berve è il quarto album, secondo non autoprodotto, dei Gatti Mézzi. È stato pubblicato nel 2011 con etichetta Sam.
Come negli altri dischi le canzoni sono scritte per metà da Tommaso Novi e per l'altra metà da Francesco Bottai.

## Tracce
1. Balena – 3:45
2. Tempi bigi sur Tamigi – 3:29
3. Occhiaia – 2:40
4. Le bizze der vento – 3:21
5. L'esòtïo – 0:49
6. I gatti der Giari – 3:40
7. Morirò d'incidente stradale – 4:07
8. Cervello – 2:32
9. Quella vòrta in mare ho pianto – 3:55
10. Ir bäo di sego – 1:42
11. Nella borsa delle donne – 2:24
12. La mi' nonna – 3:10
13. Amore mio se un giorno andrò a puttane – 2:20
14. Oh quella?! – 1:40
15. Anarfamondo – 3:33